# Nick Schultz (kolarz)
Nicholas „Nick” Schultz (ur. 13 września 1994 w Brisbane) – australijski kolarz szosowy.

## Osiągnięcia
Opracowano na podstawie:

2011
- 1. miejsce w mistrzostwach Oceanii juniorów (jazda indywidualna na czas)
- 2. miejsce w Trofeo Emilio Paganessi

2012
- 3. miejsce w mistrzostwach Australii juniorów (start wspólny)

2016
- 1. miejsce na 7. etapie Tour de Bretagne
- 2. miejsce w Oberösterreichrundfahrt
  - 1. miejsce w klasyfikacji młodzieżowej
- 1. miejsce na 7. etapie Tour de l’Avenir

2018
- 3. miejsce w Grand Prix Miguel Indurain

2019
- 2. miejsce w Herald Sun Tour
  - 1. miejsce na 4. etapie
- 3. miejsce w Settimana Internazionale di Coppi e Bartali
  - 1. miejsce na etapie 1b (jazda drużynowa na czas)
- 3. miejsce w Hammer Stavanger (drużynowo)

2021
- 3. miejsce w Settimana Internazionale di Coppi e Bartali
- 1. miejsce na 2. etapie Czech Cycling Tour

## Rankingi
| Rok              | 2015 | 2016 | 2017 | 2018 | 2019 | 2020 | 2021 | 2022 | 2023 | 2024 |
| ---------------- | ---- | ---- | ---- | ---- | ---- | ---- | ---- | ---- | ---- | ---- |
| World Ranking    |      | 906. | 685. | 574. | 381. | 460. | 254. | 334. | 390. | 292. |
| UCI Europe Tour  | 906. | 606. | 408. | 382. |      |      |      |      |      |      |
| UCI Asia Tour    | -    | 593. | -    | -    |      |      |      |      |      |      |
| UCI Oceania Tour | -    | -    | -    | -    | 19.  | 31.  | 12.  | 25.  | 27.  | -    |
|                  |      |      |      |      |      |      |      |      |      |      |
| Źródło: UCI      |      |      |      |      |      |      |      |      |      |      |